# Championnats de France de natation 2008
Navigation
Saint-Raphaël 2007 Montpellier 2009
Les Championnats de France de natation en grand bassin 2008 se déroulent du 20 au 27 avril 2008 à Dunkerque dans le département du Nord. La piscine Paul-Asseman est le cadre des épreuves de ces championnats.

## Les minima qualificatifs
Les deux premiers français(e)s de chaque épreuve sont qualifiés pour les Jeux olympiques de Pékin s'ils satisfont aux minima suivants, en série puis en finale :
|         | nage libre | nage libre | nage libre    | nage libre    | nage libre     | dos           | dos           | brasse        | brasse        | papillon      | papillon      | 4 nages       | 4 nages       |
|         | 50 m       | 100 m      | 200 m         | 400 m         | 800 / 1500 m   | 100 m         | 200 m         | 100 m         | 200 m         | 100 m         | 200 m         | 200 m         | 400 m         |
| Dames   |            |            |               |               |                |               |               |               |               |               |               |               |               |
| séries  | 25 s 97    | 56 s 35    | 2 min 02 s 56 | 4 min 18 s 52 | 8 min 55 s 71  | 1 min 04 s 00 | 2 min 17 s 62 | 1 min 11 s 20 | 2 min 33 s 90 | 1 min 00 s 76 | 2 min 14 s 51 | 2 min 19 s 23 | 4 min 55 s 71 |
| finales | 25 s 43    | 55 s 24    | 1 min 59 s 29 | 4 min 11 s 26 | 8 min 35 s 98  | 1 min 01 s 70 | 2 min 12 s 73 | 1 min 09 s 01 | 2 min 28 s 21 | 59 s 35       | 2 min 10 s 84 | 2 min 15 s 27 | 4 min 45 s 08 |
|         |            |            |               |               |                |               |               |               |               |               |               |               |               |
| Hommes  |            |            |               |               |                |               |               |               |               |               |               |               |               |
| séries  | 22 s 96    | 50 s 37    | 1 min 51 s 06 | 3 min 56 s 40 | 15 min 42 s 57 | 56 s 22       | 2 min 02 s 46 | 1 min 02 s 67 | 2 min 16 s 88 | 54 s 25       | 2 min 01 s 00 | 2 min 04 s 32 | 4 min 26 s 15 |
| finales | 22 s 35    | 49 s 23    | 1 min 48 s 72 | 3 min 49 s 96 | 15 min 13 s 16 | 55 s 14       | 1 min 59 s 72 | 1 min 01 s 57 | 2 min 13 s 69 | 52 s 86       | 1 min 57 s 67 | 2 min 01 s 40 | 4 min 18 s 40 |

## Podiums

### Hommes
| Discipline           | Or                                                                           | Temps                | Argent                                                                        | Temps              | Bronze                                                                                | Temps          |
| Nage libre           |                                                                              |                      |                                                                               |                    |                                                                                       |                |
| 50 m                 | Amaury Leveaux Mulhouse ON                                                   | 21 s 38 (Q) RE       | Alain Bernard CN Antibes                                                      | 21 s 69 (Q)        | Frédérick Bousquet CN Marseille                                                       | 21 s 72        |
| 100 m                | Alain Bernard CN Antibes                                                     | 47 s 82 (Q) RC       | Fabien Gilot CN Marseille                                                     | 48 s 02 (Q)        | Frédérick Bousquet CN Marseille                                                       | 48 s 71        |
| 200 m                | Amaury Leveaux Mulhouse ON                                                   | 1 min 46 s 54 (Q) RF | Sébastien Bodet Lagardère Paris Racing                                        | 1 min 49 s 50      | Clément Lefert Olympic Nice Natation                                                  | 1 min 49 s 65  |
| 400 m                | Nicolas Rostoucher CS Clichy 92                                              | 3 min 48 s 07 (Q) RC | Sébastien Rouault CNO Saint-Germain-en-Laye                                   | 3 min 48 s 70 (Q)  | Anthony Pannier CN Braud Saint-Louis                                                  | 3 min 51 s 98  |
| 1 500 m              | Sébastien Rouault CNO Saint-Germain-en-Laye                                  | 15 min 03 s 71 (Q)   | Nicolas Rostoucher CS Clichy 92                                               | 15 min 12 s 29 (Q) | Anthony Pannier CN Braud Saint-Louis                                                  | 15 min 20 s 88 |
| Dos                  |                                                                              |                      |                                                                               |                    |                                                                                       |                |
| 100 m                | Benjamin Stasiulis Mulhouse ON                                               | 55 s 17 RC           | Pierre Roger Lagardère Paris Racing                                           | 55 s 37            | Simon Dufour Montpellier ANUC                                                         | 56 s 12        |
| 200 m                | Pierre Roger Lagardère Paris Racing                                          | 1 min 58 s 42 (Q) RC | Simon Dufour Montpellier ANUC                                                 | 1 min 59 s 52 (Q)  | Benjamin Stasiulis Mulhouse ON                                                        | 1 min 59 s 57  |
| Brasse               |                                                                              |                      |                                                                               |                    |                                                                                       |                |
| 100 m                | Hugues Duboscq CN Le Havre                                                   | 1 min 00 s 18 (Q)    | Thibault Marand ES Massy Natation                                             | 1 min 03 s 00      | Julien Nicolardot Mulhouse ON                                                         | 1 min 03 s 02  |
| 200 m                | Hugues Duboscq CN Le Havre                                                   | 2 min 10 s 38 (Q)    | Julien Nicolardot Mulhouse ON                                                 | 2 min 13 s 36 (Q)  | Christophe Richard AAS Sarcelles Natation 95                                          | 2 min 13 s 97  |
| Papillon             |                                                                              |                      |                                                                               |                    |                                                                                       |                |
| 100 m                | Frédérick Bousquet CN Marseille                                              | 51 s 50 (Q) RF       | Christophe Lebon CN Antibes                                                   | 52 s 25 (Q)        | Antoine Galavtine Stade Français O Courbevoie                                         | 53 s 89        |
| 200 m                | Christophe Lebon CN Antibes                                                  | 1 min 56 s 54 (Q)    | Clément Lefert Olympic Nice Natation                                          | 2 min 00 s 00      | Romain Sassot Lyon Natation                                                           | 2 min 01 s 54  |
| 4 nages              |                                                                              |                      |                                                                               |                    |                                                                                       |                |
| 200 m                | Christophe Soulier Montpellier ANUC                                          | 2 min 02 s 37        | Fabien Horth Aqua Club Pontault-Roissy                                        | 2 min 02 s 69      | Clément Lefert Olympic Nice Natation                                                  | 2 min 03 s 65  |
| 400 m                | Pierre Henri Canet 66 natation                                               | 4 min 18 s 23 (Q)    | Romain Maire Alliance Dijon natation                                          | 4 min 25 s 79      | Damien Cattin Vidal Vikings de Rouen                                                  | 4 min 26 s 40  |
| Relais               |                                                                              |                      |                                                                               |                    |                                                                                       |                |
| 4 × 100 m nage libre | CN Marseille Nabil Kebbab Fabien Gilot Romain Caffet Frédérick Bousquet      | 3 min 14 s 81 RC     | CN Antibes Yoris Grandjean Alain Bernard Boris Steimetz Joris Hustache        | 3 min 16 s 88      | CN Marseille Jonathan Massacand Pierre-Yves Romanini Marc-Antoine Raumel Mehdi Hamama | 3 min 26 s 96  |
| 4 × 200 m nage libre | CN Antibes Matthieu Madelaine Benoit Debast Christophe Lebon Yoris Grandjean | 7 min 25 s 15        | CN Marseille Pierre Yves Romanini Mehdi Hamama Joris Desmaret William Meynard | 7 min 32 s 69      | Lyon Natation Arthur Raffard Robin Blanchard Raphael Planche Romain Sassot            | 7 min 35 s 30  |
| 4 × 100 m 4 nages    | CN Antibes Joris Eustache Kevin Dillmann Christophe Lebon Alain Bernard      | 3 min 40 s 62        | CN Marseille Grégory Mallet Maxime Bussière Frédérick Bousquet Fabien Gilot   | 3 min 40 s 93      | Mulhouse ON Benjamin Stasiulis Julien Nicolardot Amaury Leveaux Guillaume Strohmeyer  | 3 min 42 s 39  |

Q : qualifié pour les jeux olympiques de Pékin

### Femmes
| Discipline           | Or                                                                                        | Temps                    | Argent                                                                                   | Temps             | Bronze                                                                                        | Temps         |
| Nage libre           |                                                                                           |                          |                                                                                          |                   |                                                                                               |               |
| 50 m                 | Malia Metella Dauphins Toulouse OEC                                                       | 24 s 87 (Q)              | Céline Couderc CN Cévennes Alès                                                          | 25 s 29 (Q)       | Hanna Shcherba-Lorgeril CS Clichy 92                                                          | 25 s 31       |
| 100 m                | Malia Metella Dauphins Toulouse OEC                                                       | 53 s 99 (Q) RF           | Alena Popchanka Lagardère Paris Racing                                                   | 54 s 49 (Q)       | Céline Couderc CN Cévennes Alès                                                               | 54 s 62       |
| 200 m                | Aurore Mongel Mulhouse ON                                                                 | 1 min 57 s 63 (Q)        | Ophélie-Cyrielle Étienne Dauphins Toulouse OEC                                           | 1 min 58 s 18 (Q) | Camille Muffat Olympic Nice Natation                                                          | 1 min 58 s 36 |
| 400 m                | Coralie Balmy Dauphins Toulouse OEC                                                       | 4 min 06 s 41 (Q)        | Laure Manaudou Mulhouse ON                                                               | 4 min 06 s 67 (Q) | Ophélie-Cyrielle Étienne Dauphins Toulouse OEC                                                | 4 min 07 s 58 |
| 800 m                | Coralie Balmy Dauphins Toulouse OEC                                                       | 8 min 25 s 63 (Q)        | Sophie Huber CN Sarreguemines                                                            | 8 min 30 s 78 (Q) | Margaux Fabre Canet 66 Natation                                                               | 8 min 33 s 82 |
| Dos                  |                                                                                           |                          |                                                                                          |                   |                                                                                               |               |
| 100 m                | Laure Manaudou Mulhouse ON                                                                | 1 min 00 s 00 (Q)        | Alexiane Castel Dauphins Toulouse OEC                                                    | 1 min 00 s 60 (Q) | Alexandra Putra Dauphins Toulouse OEC                                                         | 1 min 00 s 73 |
| 200 m                | Laure Manaudou Mulhouse ON                                                                | 2 min 06 s 64 (Q) RC, RF | Alexiane Castel Dauphins Toulouse OEC                                                    | 2 min 07 s 94 (Q) | Alexandra Putra Dauphins Toulouse OEC                                                         | 2 min 09 s 35 |
| Brasse               |                                                                                           |                          |                                                                                          |                   |                                                                                               |               |
| 100 m                | Sophie de Ronchi ES Massy Natation                                                        | 1 min 09 s 03            | Fanny Babou CNS St-Estève                                                                | 1 min 09 s 37     | Anne-Sophie Le Paranthoën CN Marseille                                                        | 1 min 10 s 07 |
| 200 m                | Sophie de Ronchi ES Massy Natation                                                        | 2 min 28 s 20 (Q)        | Coralie Dobral Canet 66 Natation                                                         | 2 min 30 s 50     | Fanny Babou CNS St-Estève                                                                     | 2 min 30 s 82 |
| Papillon             |                                                                                           |                          |                                                                                          |                   |                                                                                               |               |
| 100 m                | Alena Popchanka Lagardère Paris Racing                                                    | 58 s 65 (Q)              | Aurore Mongel Mulhouse ON                                                                | 58 s 73 (Q)       | Diane Bui Duyet Vikings de Rouen                                                              | 59 s 24       |
| 200 m                | Aurore Mongel Mulhouse ON                                                                 | 2 min 07 s 36 (Q)        | Magali Rousseau Canet 66 Natation                                                        | 2 min 10 s 07 (Q) | Lea Giraudon CN 95 Ezanville                                                                  | 2 min 13 s 98 |
| 4 nages              |                                                                                           |                          |                                                                                          |                   |                                                                                               |               |
| 200 m                | Camille Muffat Olympic Nice Natation                                                      | 2 min 11 s 15 (Q) RF     | Cylia Vabre Lyon natation                                                                | 2 min 13 s 19 (Q) | Sophie de Ronchi ES Massy Natation                                                            | 2 min 13 s 91 |
| 400 m                | Camille Muffat Olympic Nice Natation Joanne Andraca AC Hyères                             | 4 min 38 s 23 (Q) RF     |                                                                                          |                   | Cylia Vabre Lyon natation                                                                     | 4 min 38 s 71 |
| Relais               |                                                                                           |                          |                                                                                          |                   |                                                                                               |               |
| 4 × 100 m nage libre | Dauphins Toulouse OEC Malia Metella Coralie Balmy Elsa N'Guessan Ophélie-Cyrielle Étienne | 3 min 40 s 74 RFc, RC    | Canet 66 Natation Gabriella Fagundez Camelia Potec Margaux Fabre Angéla Tavernier        | 3 min 43 s 83     | Dauphins Toulouse OEC Alexiane Castel Alexandra Putra Marie Sophie Castelle Alicia Bozon      | 3 min 48 s 33 |
| 4 × 200 m nage libre | Canet 66 Natation Gabriella Fagundez Margaux Fabre Camille Sere Camelia Potec             | 7 min 59 s 87 RC         | Dauphins Toulouse OEC Coralie Balmy Elsa N'Guessan Alicia Bozon Ophélie-Cyrielle Étienne | 8 min 00 s 05 RFc | Lyon Natation Cylia Vabre Sara El Bekri Ida Sandin Petra Granlund                             | 8 min 14 s 50 |
| 4 × 100 m 4 nages    | Canet 66 Natation Esther Baron Elena Bogomazova Gabriella Fagundez Margaux Fabre          | 4 min 07 s 25 RC         | Canet 66 Natation Cloé Credeville Coralie Dobral Magali Rousseau Angéla Tavernier        | 4 min 11 s 23     | Dauphins Toulouse OEC Alexiane Castel Camille Marchand Malia Metella Ophélie-Cyrielle Étienne | 4 min 12 s 27 |

Q : qualifiée pour les jeux Olympiques de Pékin

## Légendes
- RM : Record du monde
- RE : Record d'Europe
- RF : Record de France
- RFc : Record de France des clubs
- RC : Record des championnats de France.
- Les notes indiquent que le nageur ou la nageuse a été devancé(e) par un sportif étranger qui participait à la course mais qui n'a pas remporté de médaille.